# Бузуртанов, Аюп Базиевич
Аюп Базиевич Бузуртанов — ингушский учитель, переводчик, один из создателей ингушской письменности.

## Биография
В 1906 году поступил в Назрановскую горскую школу. Учёба давалась тяжело, так как он не знал русского языка. В 1911 году, после окончания горской школы, родители отправили его к родственникам в город Шахты, где Бузуртанов работал на шахте сторожем и коногоном. Через два года он переехал в Тбилиси. В 1914 году Бузуртанов поступил во 2-ю Тбилисскую мужскую гимназию, где проучился полгода.
В 1915 году он стал всадником Ингушского конного полка. Затем участвовал в Гражданской войне. В 1919 году был мобилизован в армию Деникина, но бежал из неё и скрывался в горах. После ухода белых занимался сельским хозяйством в родном селе. В 1922 году стал переводчиком и литературным сотрудником ингушской областной газеты.
В 1923 году Бузуртанов начал преподавать в опорной ингушской школе в Орджоникидзе. Затем он был командирован в национальную кавалерийскую школу в Краснодаре преподавателем. Параллельно с этой работой Бузуртанов учился в Кубанском педагогическом институте. В 1927 году его назначили заведующим Насыр-Кортовской начальной школы. В 1931—1932 годах служил в Красной армии. С 1933 года Бузуртанов снова работает в Насыр-Кортовской школе.
С первого же года своей работы в Насыр-Кортовской школе Бузуртанов вовлёк в образовательный процесс всех детей, которые учились в сельской арабской школе. В 1933 году он добился полного охвата обучением всех детей школьного возраста в своём селе. По просьбе родителей было организовано отдельное обучение для девочек. Чтобы учащиеся не бросали учёбу, Бузуртанов всемерно улучшал условия обучения: школу отремонтировали, обставили новой мебелью, её полностью обеспечивали учебниками, письменными принадлежностями, топливом, были организованы физический и биологический кабинеты, столярная и слесарная мастерская, библиотека, различные кружки, художественная самодеятельность. За успехи в организации обучения Бузуртанов был премирован Наркомпросом, несколько премий получила и сама школа.
Ввиду отсутствия учителей в течение летних каникул 1933 года Бузуртанов организовал месячные курсы, которые подготовили 11 новых педагогов. Кроме того, для повышения их квалификации были организованы вечерние курсы, на которых занимались учителя из соседних сёл. Все учителя в школе Бузуртанова имели удобные квартиры в специально арендованном доме и обеспечивались продуктами из пришкольного хозяйства. В школе была 100-процентная успеваемость. По итогам 1935-36 учебного года Бузуртанов был отмечен как один из лучших учителей начальных школ РСФСР.
Бузуртанов впоследствии перепрофилировал свою начальную школу в среднюю. Школа стала всесоюзным методическим центром. Он, совместно с видными ингушскими учёными Заурбеком Мальсаговым, Темботом Бековым, Заурбеком Тутаевым, создал алфавит ингушского языка и издал первый ингушский букварь. Был представлен к ордену Ленина.
Был репрессирован. Скончался в заключении в возрасте 46 лет.

## Память
Именем Бузуртанова названа одна из улиц Назрани.